# Spinosophroniella rufa
Spinosophroniella rufa là một loài bọ cánh cứng trong họ Cerambycidae.